# Уту
Уту е шумерски бог на слънцето и справедливостта, потомък на Нана и Нингал.
Негово съответствие в акадската митология е Шамаш, който преминава и в угаритско-ханаанския Шамах.
В края на всеки ден той се спуска в подземния свят, където определя съдбата на мъртвите, дейност, според други текстове извършвана от Нана.